# Miloš Vasić
Miloš Vasić (ur. 10 stycznia 1991 w Loznicy) – serbski wioślarz.

## Osiągnięcia
- Mistrzostwa Świata Juniorów – Linz 2008 – czwórka ze sternikiem – 4. miejsce[1].
- Mistrzostwa Świata Juniorów – Brive-la-Gaillarde 2010 – jedynka – 6. miejsce[1].
- Mistrzostwa Europy – Montemor-o-Velho 2010 – czwórka bez sternika – 6. miejsce[1].